# More Funk
More Funk è un album live del pianista jazz statunitense Don Pullen e del sassofonista George Adams registrato nel 1979 per l'etichetta italiana Palcoscenico.

## Tracce
1. Metamorphosis for Charles Mingus – 15:12 (George Adams, Don Pullen, Dannie Richmond)
2. So Nice – 10:40 (Adams, Pullen)
3. God Bless the Child – 15:30 (Arthur Herzog Jr., Billie Holiday)
4. Devil Blues () (Registrato al Ciak a Milano, Italia, il 3 novembre 1979) – 10:15 (Charles Mingus, George Adams, Clarence "Gatemouth" Brown)

## Formazione
- Don Pullen - pianoforte
- George Adams - sassofono tenore
- Cameron Brown - contrabbasso
- Dannie Richmond - batteria